# 제23구축함전대
제23구축함전대(23rd Destroyer Squadron (DESRON-23)), 작은 비버들(The Little Breavers)이란 별명로도 알려져 있는 미국 해군의 구축함 전대이다. 태평양 수상함부대 소속으로 제11항공모함강습단의 일원이다.
제2차 세계대전 당시 전대장인 알레이 버크 제독의 지휘에 맞춰 참가했던 케이프 세인트 조지 전투가 가장 유명하다.

## 제2차 세계 대전
1943년 5월 11일 M. J. 길리엄이 전대장에 취임하여 보스턴 해군공창에서 창설되었다.
- USS 캔버스 (DD-509)
- USS 푸테 (DD-511)
- USS 스펜스 (DD-512)
- USS 테처 (DD-514)
- USS 아우리크 (DD-569)
- USS 찰스 오스번 (DD-570)
- USS 클랙스턴 (DD-571)
- USS 다이슨 (DD-572)

## 21세기
- 올리버 해저드 페리급 호위함1
  - USS 커티스 (FFG-38)
  - USS 밴데그리프트 (FFG-48)
- 알레이버크급 구축함1
  - USS 존 폴 존스 (DDG-53)
  - USS 피크니 (DDG-91)
  - USS 샘프슨 (DDG-102)
  - USS 윌리엄 P. 로렌스 (DDG-110)
  - USS 스프루언스 (DDG-111)[1]

## 참고
1. ↑  “CDS23.navy.mil”. CDS23.navy.mil. 2010년 4월 9일. 2008년 10월 20일에 원본 문서에서 보존된 문서. 2012년 1월 10일에 확인함.